# Damat Ibrahim Pacha
Pour les articles homonymes, voir Nevşehirli Damat Ibrahim Pacha.
Damat Ibrahim Pacha (turc : Damat İbrahim Paşa, bosniaqueː Damat Ibrahim-Paša Novošehirlija; né en 1517– mort en 1601) est un homme d'État ottoman originaire de Bosnie qui exerce trois fois la fonction de Grand Vizir de l'Empire ottoman.

## Biographie
La première fois du 4 avril au 27 octobre 1596 ; la deuxième du 5 décembre 1596 au 3 novembre 1597 ; et la troisième et dernière fois du 6 janvier 1599 jusqu'au 10 juillet 1601. Il demeure dans l'histoire comme le conquérant de la ville hongroise de Kanije.
Il est également désigné par le titre de damat (c'est-à-direː jeune marié), parce qu'il avait épousé Ayşe Sultan, une princesse de la dynastie ottomane, une des filles du sultan Mourad III. Il ne doit pas être confondu ni avec Pargali Ibrahim Pacha, illustre grand vizir de Soliman le Magnifique, lui aussi issu du devşirme et autre « Damat » de la cour ottomane ni avec Nevşehirli Damat Ibrahim Pacha, qui occupe la même fonction au début du XVIIIe siècle pendant l'Ère des tulipes dans l'Empire ottoman.

## Source de la traduction
- (en) Cet article est partiellement ou en totalité issu de l’article de Wikipédia en anglais intitulé « Damat Ibrahim Pasha » (voir la liste des auteurs).